# (318698) Barthalajos
(318698) Barthalajos est un astéroïde de la ceinture principale.

## Description
(318698) Barthalajos est un astéroïde de la ceinture principale. Il fut découvert le 30 août 2005 à Piszkesteto par Krisztián Sárneczky. Il présente une orbite caractérisée par un demi-grand axe de 2,82 UA, une excentricité de 0,17 et une inclinaison de 3,3° par rapport à l'écliptique.

## Compléments